# Jabal Ram
Jabal Ram je gora v Wadi Rumu v Jordaniji. Večina organov meni, da je visoka 1734 m. Nekoč se je mislilo, da je to najvišja točka v Jordaniji, toda podatki SRTM kažejo, da je Jabal Umm al Dami s 1854 m nadmorske višine višji.
Zaradi tradicionalnih plezalnih poti nad vzhodnim licem je plezanje ena glavnih atrakcij.
Čez goro vodi približno deset poti.
Tony Howard je napisal dragoceno knjigo o Jordaniji, vključno Wadi Rum in Jabal Rum: Treks and Climbs in Wadi Rum, Jordan.
Najbolj priljubljeni plezalni poti sta Thamudic in Sheikh Hamdans.